# Cassoulet

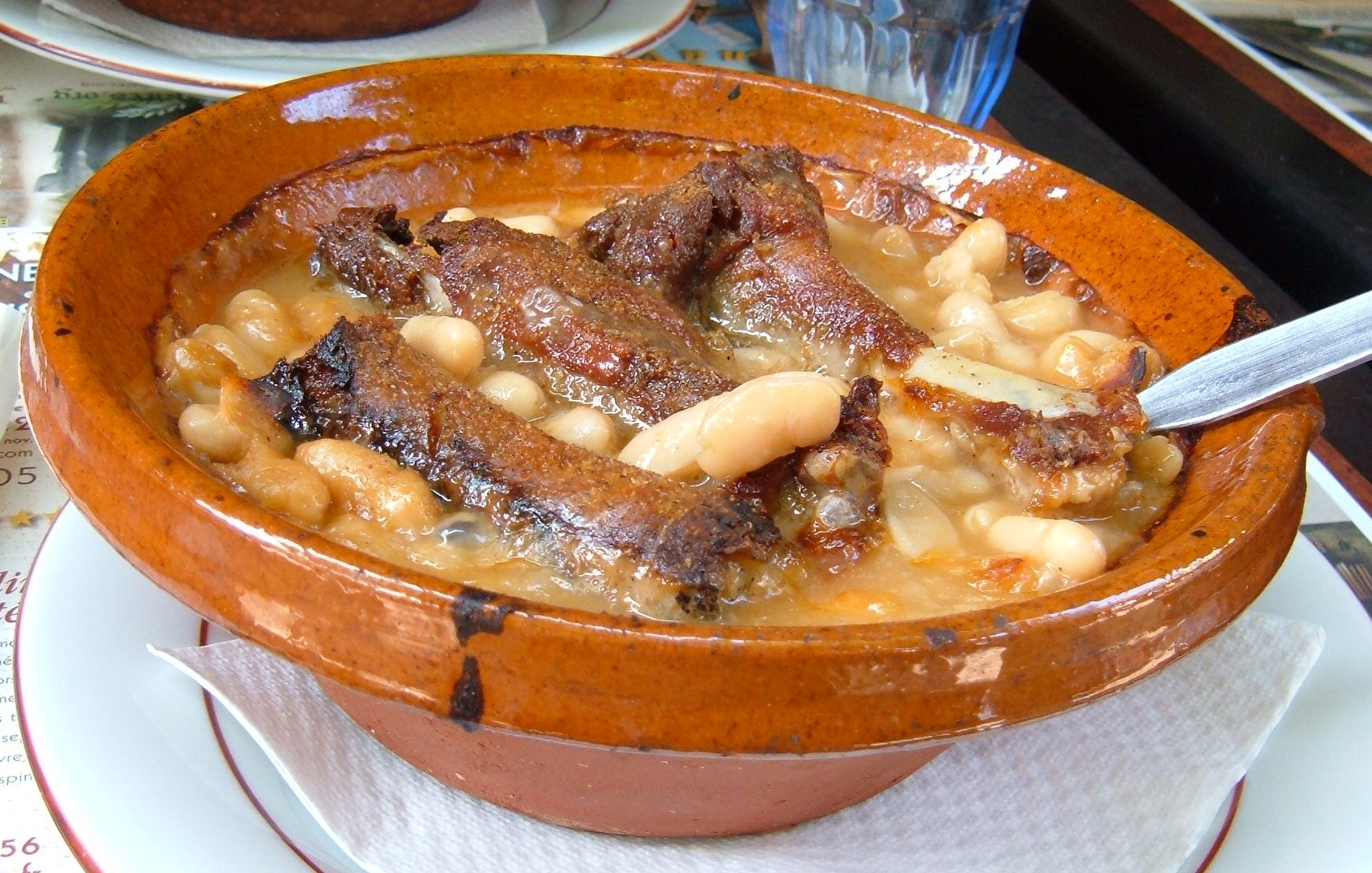
Cassoulet já servido no prato

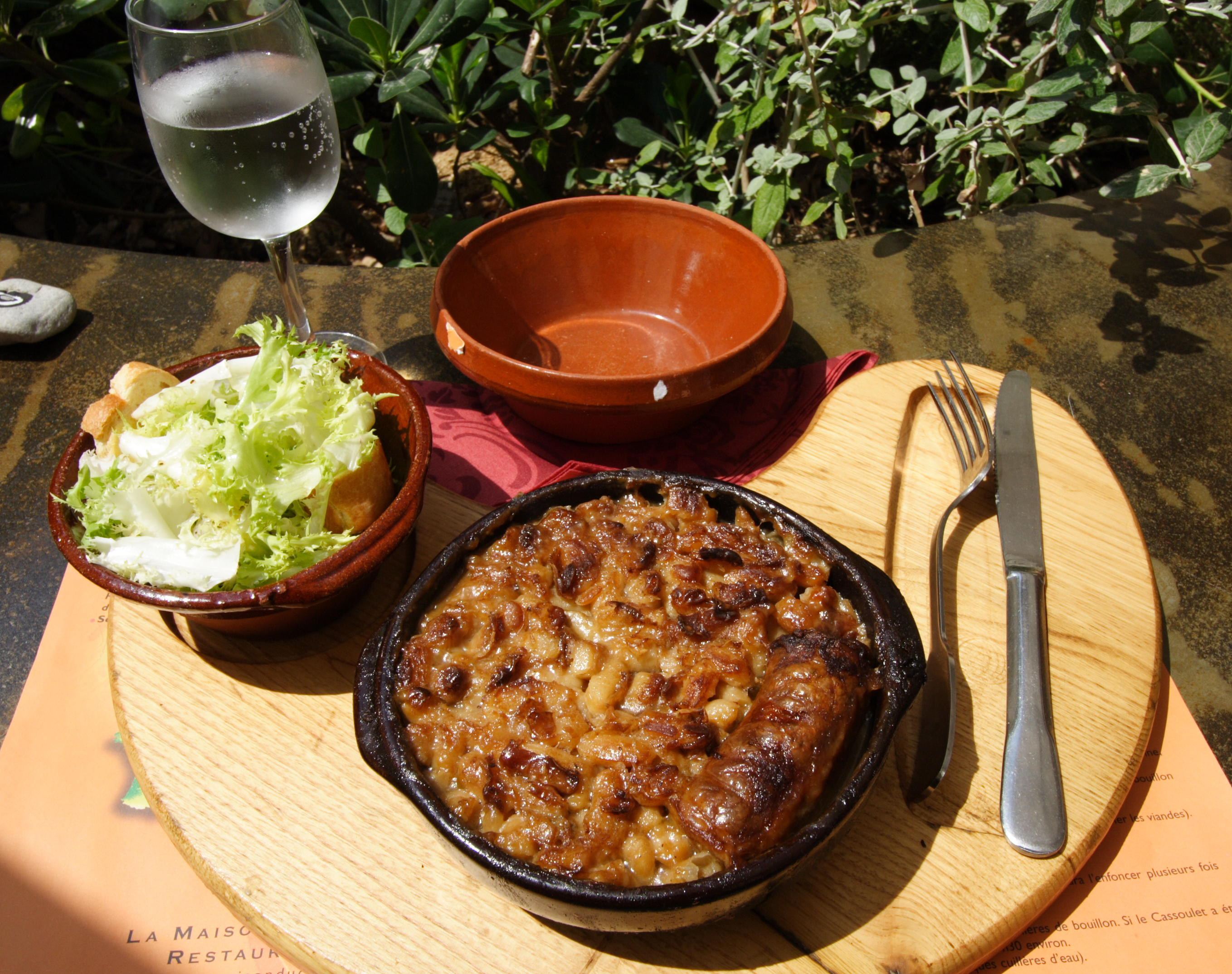
Cassoulet de Carcassonne

O cassoulet (em languedociano, caçolet) é uma especialidade gastronômica de origem francesa da região de Languedoc-Roussillon, em especial das cidades de Carcassonne, Castelnaudary e Toulouse. Tem distintas versões, mas é feito basicamente com feijão seco e carne, principalmente o confit d'oie (confit de ganso), confit de canard (confit de pato), salsichas, linguiça, carne de porco, e até carne de perdiz ou cordeiro dependendo da temporada do ano ou da variedade local.
Põe-se o feijão de molho algumas horas antes que depois é cozido em fogo baixo numa casserole, ou caçarola de barro, daí a origem do nome cassoulet.
Três cidades, Castelnaudary, Carcassonne e Toulouse, disputam a origem e o título de melhor variedade do prato desde a sua origem, provavelmente durante a Guerra dos Cem Anos. Porém o cozinheiro languedociano Prosper Montagné diz que "o cassoulet é o Deus da cozinha occitana: em Castelnaudary é o "Deus-pai", o "Deus-filho" é o de Carcassonne, e o "Espírito Santo" é o de Toulouse.
Na França, é muito comum se encontrar cassoulet já preparado em latas, variando o preço e ingredientes segundo a versão. As mais baratas contêm apenas feijão molho de tomate, alguns pedaços de carne de porco e salsichas baratas. Preparações mais caras usam gordura de ganso e também podem incluir salsichas de Toulouse, carne de ganso, cordeiro ou confit de pato.